# Duru
Duru is een bestuurslaag in het regentschap Nias Selatan van de provincie Noord-Sumatra, Indonesië. Duru telt 600 inwoners (volkstelling 2010).